# Pietro Generali
Pietro Generali, właśc. Pietro Mercandetti (ur. 23 października 1773 w Masserano, zm. 3 listopada 1832 w Novarze) – włoski kompozytor.

## Życiorys
Studiował w Rzymie u Giovanniego Masiego. Początkowo komponował muzykę kościelną, po 1800 roku poświęcił się jednak całkowicie twórczości operowej. Wystawiając swoje dzieła odbył liczne podróże po Włoszech, dotarł też do Wiednia. W 1817 roku, nie wytrzymując konkurencji z Gioacchino Rossinim, wyjechał do Barcelony, gdzie w latach 1817–1819 był dyrektorem Teatro Santa Cruz. W 1819 roku udał się do Paryża, skąd później wrócił do Włoch. Od 1821 do 1823 roku przebywał w Neapolu, w 1827 roku został kapelmistrzem katedry w Novarze.
Był autorem ponad 50 oper, głównie buffa, a później także seria. Żadna z nich nie utrzymała się zbyt długo w repertuarze. 

## Ważniejsze opery
(na podstawie materiałów źródłowych)
- Gli amanti ridicoli (wyst. Rzym 1800)
- Pamela nubile (wyst. Wenecja 1804)
- Le lagrime di una vedova (wyst. Wenecja 1808)
- Adelina (wyst. Wenecja 1810)
- Attila (wyst. Bolonia 1812)
- L’Impostore (wyst. Mediolan 1815)
- I baccanali di Roma (wyst. Wenecja 1816)
- Il Servo padrone (wyst. Parma 1818)
- Francesca da Rimini (wyst. Wenecja 1828)
- Il divorzio persiano (wyst. Triest 1828)
- Beniowski (1831)